# Molochișul Mic
Molochișul Mic (in russo Малый Молокиш?, Malyj Molokiš) è un villaggio della Moldavia, facente parte del comune di Vadul Turcului, situato nel distretto di Rîbnița e controllato dalla autoproclamata repubblica di Transnistria. Ha una popolazione di 370 abitanti (dato 2015).
Il centro abitato è stato fondato nel 1853.